# 分析哲学
分析哲学（ぶんせきてつがく、英: analytic philosophy）は、ゴットロープ・フレーゲとバートランド・ラッセルによる論理学（記号論理学）研究及び言語哲学研究の成果に起源を持ち、ラッセルの教えを受けたルートヴィヒ・ウィトゲンシュタインの言語哲学研究、及びウィトゲンシュタインの思想に対する誤解を含めて彼から多大な影響を受けた論理実証主義の受容とそれに対する批判、日常言語学派の発展と影響の拡大などの歴史を経て形成された現代哲学の総称である。なお広辞苑によれば、分析哲学の主唱者はジョージ・エドワード・ムーアである。
これは、現代の記号論理学や論理的言語分析、加えて、自然科学の方法及び成果の尊重を通じて形成された。20世紀には英語圏で主流となった哲学である。たとえばアメリカ合衆国の圧倒的多数の大学で、哲学科で教育され研究されるのは「分析哲学」である。これは、イギリスやカナダ、オーストラリアでも同様である。こうした状況の中で、分析哲学全体に共通する主張といったものを見いだすのは困難である。分析哲学には、多様で共通点のない様々な観点が可能であり、蓋然的な共通点しかない可能性もある。ひどくおおざっぱに言えば、分析哲学は、明晰さの追求と徹底的な論述を特徴とする。
20世紀の大陸ヨーロッパ（特にフランスとドイツ）において主流となった大陸哲学に比較されることもあり、単に「英米（現代）哲学」といえば、この記事で扱う分析哲学を指す場合が多い。

## 特徴

### 性質的特徴
「分析哲学」という一つのまとまった、一枚岩の哲学は存在しない。しばしば分析哲学とは言語哲学であるかのように言われるが、分析哲学の哲学者は分析哲学が「もっぱら言語とか論理とかいった主題を扱うものだと決め込んでいる節がある」とはいえ、実際には言語そのものを対象としているのは分析哲学の一部であり、主題においても立場においても非常に多様である。しかし、概ね次のように特徴付けることができるだろう。
一つ目は、厳密には解明されるべき真理は存在せず、哲学の目的はただ思考の論理的明晰化をはかることであるという、実証主義の伝統である。この考えは、アリストテレス以来の伝統的な哲学の基礎付け主義と対照的である。基礎付け主義という伝統的な考え方は、哲学を諸学の中で特権的な位置つまり最も優越する位置におき、哲学が諸科学を含む学さえもすべて含め、あらゆるものの原理を研究するというものだった。反対に、分析哲学者は自分たちの研究が、自然科学とつながるもの、あるいは自然科学に従属するものと考えることさえ普通である。
二つ目は、論理的言語分析の方法を用いて諸命題を明晰化することが、諸命題の論理形式の分析で達成できるほとんど唯一のことであるという考えである。命題の論理形式は、同じ体裁の他すべての命題との類似を示すために用いられる、命題を表現する方法の一つである。これには、しばしば現代記号論理学の形式化された文法と記号が用いられる。ただし、日常言語をどのように論理的に分析するのかについて、分析哲学者の間での見解の一致はない。
三つ目は、世間で言う「哲学的な」言辞と旧態依然とした曖昧で不明瞭な哲学（言うなれば、疑似哲学）を棄却することである。この「大理論」の拒絶は、（全てではないが）分析哲学者が、形而上学的なうぬぼれに対して、日常言語や常識を擁護するという姿となって現れる。特に日本では、晦渋な翻訳の問題の是正に貢献している面もある。

### 方法的特徴
分析哲学の方法としては以下のことが挙げられる。反対に言えば、こうした特徴をそなえていれば、マルクス主義であっても分析的マルクス主義として分析哲学の一分野であり得るだろうし、形而上学も研究方法次第では分析形而上学となり得るだろう。
- 言語分析、概念分析を中心的な道具とする
- 定義や議論の論理構造をはっきりさせ、明瞭な論述を行う（記号論理学を参照する）
- 言語表現の範囲内で問題を設定する
- 分析の正しさの基準として、しばしば思考実験に訴える
- 経験科学の知見を取り入れて議論を展開することも多い

### 分析哲学に対する定量的研究
大陸哲学と分析哲学の議論の方法のパターンには、統計的な有意差は存在しないとの論文（ミズラヒ＆ディキンソン 2021）もある。
ボニーノほか（2021）によると、分析哲学者らの間で「有力」とされている見解では、論理学は分析哲学の手法として、広く応用されてますます洗練されてきている（logic is a widely applied and increasingly sophisticated method of analytic philosophy. ）。前掲論文は、分析哲学における論理学の特徴を明確化するために、約1万件の分析哲学論文を対象とする定量的分析を行った。その結果、分析哲学論文の中の約4分の3（74.62%）は論理学を一切含んでいなかった。
前掲論文が定量的に分析した対象は、5つの学術誌が1941～2010年にかけて出版した、1万2322件の分析哲学論文のコーパス（言語資料）であり、コーパスは計算言語学的手法で分析された。なお、この分析の結果、
- 分析哲学の中で論理学の道具的役割は、非道具的役割よりも大きいこと
- 分析哲学の中で論理学の技術的洗練度は、時代に連れて上昇している反面、比較的低いままであること

も判明した。この道具的役割の大きさについての分析哲学者らの一般的見解は、データとおおむね合致している。しかしそれ以外のデータは、彼らの一般的見解に挑戦している。このデータによれば「全体として」、分析哲学の中に存在する論理学のほとんどを全面的に理解することは、論理学の導入部分を越えることでさえないと前掲論文は結論している。

## 歴史
分析哲学の歴史は、大まかに言えば、19世紀末から20世紀初頭にかけての論理学の発展を背景にした、「論理的言語分析の哲学」、つまり或る種の典型的な言語哲学として始まった。なお、言語は古代ギリシア哲学から哲学の主題であり続けたが、今日では一般に、「言語哲学」は分析哲学における言語哲学を指す。これは、バートランド・ラッセルのように論理学的な人工言語を重視する流れ（理想言語学派）と、反対に日常言語を重視する流れ（日常言語学派）とに分かれた。この分離は以後ますます大きくなり、これは1960年代以降、分析哲学における言語哲学の衰退に繋がっている。
言語哲学以外にも、分析哲学に関わり、当初からの重要な位置をしめていたものに科学哲学があり、またこれに関連して、従来の認識論が現代の自然科学の自然認識を基礎付けないばかりか多くの点で不整合になったことから発展した知識の哲学、そして知識の哲学の中から生まれ、認知科学の発展に呼応して展開する心の哲学など、分析哲学自体は衰退することなく逆に拡大と発展を遂げた。このなかで、従来なら分析哲学が棄却しようとした問題（たとえば形而上学として排斥された実在論の問題）が、分析哲学及びそれを批判しつつ継承する流れの中で、再び取り上げられるようになっている。またそれぞれの科学についての哲学、具体的に言えば生物学の哲学や心理学の哲学も、近年における分析哲学の一角を形成している。（#多様化も参照）

### 第二次世界大戦以前
20世紀初頭にゴットロープ・フレーゲやラッセルによって記号論理学が成立し、論理学が強力な分析のツールとなったことが一つの契機としてあげられる。L・ウィトゲンシュタインの『論理哲学論考』は、記号論理学の使用について一つのパラダイム、範例となり、ウィーン学団の論理実証主義に影響を与えるなど、影響は絶大なものであった。また、G・E・ムーアの「自然主義的誤謬」についての分析など、概念分析を中心とする分析が登場したのも20世紀初頭であった。
この時期を分析哲学に含めるべきか、或いは、その前段階とみなすべきかには論争があるものの、少なくともそのころのこの種の哲学的活動の中心はイギリス（とドイツ語圏）であり、言語哲学における意味の理論や数学の基礎づけに関する影響は確かである。科学哲学における操作主義や論理実証主義などが次第に主な領域となった。

### 第二次世界大戦以後
第二次大戦後すぐは日常言語学派が大きな力を持つようになり、ギルバート・ライル、ジョン・L・オースティンらによって哲学的な問題が日常言語の問題へと解体されていった。これに対するウィトゲンシュタインの影響は大きく、この洞察はムーアに帰着する。
しかしその後、第二次大戦中にドイツ語圏から主要な哲学者がアメリカへと移住したことをうけ、第二次大戦後の分析哲学の中心は次第にアメリカへと移って行った。この動きを代表するのが、ルドルフ・カルナップの影響をうけたW・クワインの戦後の一連の著作である。クワインは分析と総合の区別の否定、意味の全体論、根源的翻訳の議論、自然化された認識論の議論など、刺激的なテーゼを提出し、分析哲学の指導的役割を果たした。

### 多様化
第二次大戦後から21世紀にかけて、分析哲学のトピックは多様化が進んでいる。とりわけ、行為論や形而上学（分析形而上学）などのトピックが積極的に取り上げられるようになった。
また、分析哲学の方法論（#方法的特徴）を異分野に応用するという学際的な営みも行われている。その主な例として、分析法学、分析的マルクス主義、分析的政治哲学、分析美学などがある。
分析哲学の観点から、プラトン・アリストテレスを始めとする過去の哲学者・哲学史を再解釈する営みも行われている。
同様に、分析哲学の観点から、仏教哲学・インド哲学・中国哲学・西田哲学といった東洋哲学を再解釈する営みも行われている。具体的には、2010年代、出口康夫やグレアム・プリーストによって、京都大学を拠点に「分析アジア哲学」という名称の国際共同研究プロジェクトが立ち上げられている。ただし、同様の営みはそれ以前から散発的に行われている。

## 主要人物

### 世界
- ゴットロープ・フレーゲ (Friedrich Ludwig Gottlob Frege, 1848 - 1925)
- バートランド・ラッセル (Bertrand Arthur William Russell, 1872 - 1970)
- モーリッツ・シュリック (Moritz Schlick, 1882 - 1936)
- オットー・ノイラート (Otto Neurath, 1882 - 1945)
- スーザン・ステビング (Susan Stebbing, 1885 - 1943)
- ルートヴィヒ・ウィトゲンシュタイン (Ludwig Josef Johann Wittgenstein, 1889 - 1951)
- ハンス・ライヘンバッハ (Hans Reichenbach, 1891 - 1953)
- ルドルフ・カルナップ (Rudolf Carnap, 1891 - 1970)
- ギルバート・ライル (Gilbert Ryle, 1900 - 1976)
- カール・ヘンペル (Carl Gustav Hempel, 1905 - 1997)
- ネルソン・グッドマン (Nelson Goodman, 1906 - 1998)
- H.L.A.ハート (Herbert Lionel Adolphus Hart, 1907 - 1992)
- W.V.O.クワイン (Willard van Orman Quine, 1908 - 2000)
- アルフレッド・エイヤー (Alfred Jules Ayer, 1910 - 1989)
- ジョン・L・オースティン (John Langshaw Austin, 1911 - 1960)
- ウィルフリド・セラーズ (Wilfrid Stalker Sellars, 1912 - 1989)
- ポール・グライス (Herbert Paul Grice 1913 - 1988)
- ドナルド・デイヴィッドソン (Donald Davidson, 1917 - 2003)
- エリザベス・アンスコム (Gertrude Elizabeth Margaret Anscombe, 1919 - 2001)
- ピーター・フレデリック・ストローソン (Peter Frederick Strawson, 1919 - 2006)
- ジョン・ロールズ (John Rawls,  1921 – 2002)
- トーマス・クーン (Thomas Samuel Kuhn, 1922 - 1996)
- マイケル・ダメット (Michael Dummett, 1925 - 2011)
- ヒラリー・パトナム (Hilary Whitehall Putnam, 1926 - 2016)
- ノーム・チョムスキー (Avram Noam Chomsky, 1928 - )
- リチャード・ローティ (Richard Rorty, 1931 - 2007)
- ジョン・サール (John Rogers Searle, 1932 - )
- イアン・ハッキング (Ian Hacking, 1936 - )
- トマス・ネーゲル (Thomas Nagel, 1937 - )
- ロバート・ノージック (Robert Nozick, 1938 - 2002)
- ソール・クリプキ (Saul Aaron Kripke, 1940 - )
- ジェラルド・コーエン (Gerald Allan Cohen 1941 – 2009)
- デイヴィド・ルイス (David Kellogg Lewis, 1941 - 2001)
- ジョン・マクダウェル (John McDowell|John McDowell, 1942 - )
- ダニエル・デネット (Daniel Clement Dennett III, 1942 - )
- ピーター・シンガー (Peter Albert David Singer, 1946 - )
- コリン・マッギン (Colin McGinn, 1950 - )
- ロバート・ブランダム (Robert Boyce Brandom, 1950 - )
- デイヴィッド・チャーマーズ (David John Chalmers, 1966 - )

### 日本
- 植田清次（1902 - 1963）
- 山元一郎（1910 - 1972）
- 沢田允茂（1916 - 2006）
- 武田弘道（1919 - 1984）
- 永井成男（1921 - 2006）
- 末木剛博（1921 - 2007）
- 大森荘蔵（1921 - 1997）
- 市井三郎（1922 - 1989）
- 中村秀吉（1922 - 1986）
- 大出晁（1926 - 2005）
- 吉田夏彦（1928 - 2020）
- 黒田亘 (1928 - 1989)
- 黒崎宏 (1928 - )
- 坂本百大 (1928 - 2020)
- 藤本隆志 (1934 - )
- 野本和幸 (1939 - )
- 飯田隆 (1948 - )
- 野家啓一 (1949 - )
- 丹治信春 (1949 - )
- 永井均（1951 - ）
- 野矢茂樹 (1954 - )
- 入不二基義 (1958 - )
- 青山拓央 (1975 - )